# أندرو كاسل
أندرو كاسل (بالإنجليزية: Andrew Castle)‏ مواليد 15 نوفمبر 1963 في سري، إنجلترا، هو لاعب كرة مضرب إنجليزي سابق بدأ مسيرته كمحترف سنة 1986 وكان يلعب باليد اليمنى، اعتزل اللعب في 1992. أعلى تصنيف له في الفردي كان المركز الـ 80 في سنة 1988. سبق أن شارك في دورة الألعاب الأولمبية الصيفية.

## وصلات خارجية
- أندرو كاسل على موقع IMDb (الإنجليزية)
- أندرو كاسل على موقع قاعدة بيانات الفيلم (الإنجليزية)
- أندرو كاسل على موقع رابطة محترفي التنس (الإنجليزية)
- أندرو كاسل على موقع الاتحاد الدولي لكرة المضرب (الإنجليزية)
- أندرو كاسل على موقع كأس ديفيز (الإنجليزية)
- أندرو كاسل على موقع خلاصة التنس.كوم (الإنجليزية)
- أندرو كاسل على موقع إي إس بي إن.كوم (الإنجليزية)
- أندرو كاسل على موقع اللجنة الأولمبية الدولية (الإنجليزية)
- أندرو كاسل على موقع أوليمبيديا (الإنجليزية)
- أندرو كاسل على موقع اللجنة الأولمبية البريطانية (الإنجليزية)

- الموقع الرسمي